# Campionato mondiale di hockey su ghiaccio Under-20 2012
Il 36º Campionato mondiale di hockey su ghiaccio U-20 è stato assegnato dall'International Ice Hockey Federation al Canada, che lo ha ospitato a Calgary e ad Edmonton nel periodo tra il 26 dicembre 2011 e il 5 gennaio 2012. Questa è la decima volta che il Canada ha ospitato il torneo, dopo i mondiali svoltisi nel 1978, 1986, 1991, 1995, 1999, 2003, 2006, 2009 e 2010. La provincia dell'Alberta si aggiudicò l'organizzazione dell'evento il 28 agosto 2008, sconfiggendo la concorrenza di altre regioni canadesi. A supportare la candidatura sono state le franchigie della National Hockey League dei Calgary Flames e degli Edmonton Oilers, insieme alle squadre della Western Hockey League dei Calgary Hitmen e degli Edmonton Oil Kings. Già nel 1995 il torneo si disputò nell'Alberta, con la sede delle gare principali posta a Red Deer, mentre alcune gare si svolsero anche a Calgary e ad Edmonton. Nella finale la Svezia ha sconfitto la formazione campione in carica della Russia per 1-0 all'overtime e si sono aggiudicati il secondo titolo di categoria, tornando al successo dopo trentuno anni di digiuno.

## Campionato di gruppo A

### Stadi
- La Scotiabank Saddledome di Calgary, sede dei match casalinghi dei Calgary Flames della National Hockey League, ha ospitato la maggior parte delle partite, inclusa tutta la fase ad eliminazione diretta e il girone retrocessione. L'arena può ospitare fino ad un massimo di 19.289 spettatori.
- La Rexall Place di Edmonton, sede dei match casalinghi degli Edmonton Oilers della National Hockey League, ha ospitato gli incontri del girone B. L'arena può ospitare fino ad un massimo di 16.839 spettatori.

### Partecipanti
Al torneo prendono parte 10 squadre:
| 8 dall'Europa     | Danimarca | Finlandia   | Lettonia | Rep. Ceca |  |
| 8 dall'Europa     | Russia    | Slovacchia  | Svezia   | Svizzera  |  |
| 2 dal Nordamerica | Canada    | Stati Uniti |          |           |  |

### Gironi preliminari
Le dieci squadre partecipanti sono state divise in due gironi da 5 cinque squadre ciascuno: le compagini che si classificano al primo posto nel rispettivo girone si qualificano direttamente alle semifinali. La seconda e la terza classifica di ciascun raggruppamento disputano invece i quarti di finale. La quarta e la quinta giocano infine un ulteriore girone al termine del quale l'ultima classificata viene retrocessa in Prima Divisione.

#### Girone A
| Calgary 26 dicembre 2011, ore 15:30 UTC-7 | Lettonia | 4 – 9 (2-3; 1-3; 1-3) referto | Svezia | Scotiabank Saddledome (19.289 spett.) |

| Calgary 26 dicembre 2011, ore 20:00 UTC-7 | Svizzera | 0 – 3 (0-1; 0-2; 0-0) referto | Russia | Scotiabank Saddledome (19.289 spett.) |

| Calgary 27 dicembre 2011, ore 20:00 UTC-7 | Slovacchia | 3 – 1 (0-0; 1-1; 2-0) referto | Lettonia | Scotiabank Saddledome (19.289 spett.) |

| Calgary 28 dicembre 2011, ore 15:30 UTC-7 | Svezia         | 3 – 3 (d.t.s.) (1-0; 1-1; 0-1; 0-0) referto | Svizzera | Scotiabank Saddledome (14.782 spett.) |
| Shootout 1 – 0                            |                |                                             |          |                                       |
|                                           |                |                                             |          |                                       |
|                                           | Shootout 1 – 0 |                                             |          |                                       |

| Calgary 28 dicembre 2011, ore 20:00 UTC-7 | Russia | 3 – 1 (0-1; 1-0; 2-0) referto | Slovacchia | Scotiabank Saddledome (19.289 spett.) |

| Calgary 29 dicembre 2011, ore 20:00 UTC-7 | Lettonia | 0 – 14 (0-1; 0-6; 0-7) referto | Russia | Scotiabank Saddledome (19.289 spett.) |

| Calgary 30 dicembre 2011, ore 15:30 UTC-7 | Svezia | 9 – 1 (2-1; 2-0; 5-0) referto | Slovacchia | Scotiabank Saddledome (19.289 spett.) |

| Calgary 30 dicembre 2011, ore 20:00 UTC-7 | Svizzera | 5 – 3 (1-0; 2-1; 2-2) referto | Lettonia | Scotiabank Saddledome (13.666 spett.) |

| Calgary 31 dicembre 2011, ore 16:00 UTC-7 | Slovacchia | 6 – 4 (1-2; 1-1; 4-1) referto | Svizzera | Scotiabank Saddledome (19.289 spett.) |

| Calgary 31 dicembre 2011, ore 20:00 UTC-7 | Russia | 3 – 4 (d.t.s.) (3-0; 0-0; 0-3) referto | Svezia | Scotiabank Saddledome (19.289 spett.) |

| Pos. |            | PG | V | VOT | POT | P | GF | GS | DR  | Pt | Accede a             |
| 1.   | Svezia     | 4  | 2 | 2   | 0   | 0 | 26 | 11 | +15 | 10 | Semifinali           |
| 2.   | Russia     | 4  | 3 | 0   | 1   | 0 | 23 | 5  | +18 | 10 | Quarti di finale     |
| 3.   | Slovacchia | 4  | 1 | 0   | 1   | 1 | 11 | 17 | -6  | 6  | Quarti di finale     |
| 4.   | Svizzera   | 4  | 1 | 0   | 0   | 2 | 12 | 16 | -4  | 4  | Girone Retrocessione |
| 5.   | Lettonia   | 4  | 0 | 0   | 0   | 4 | 8  | 31 | -23 | 0  | Girone Retrocessione |

#### Girone B
| Edmonton 26 dicembre 2011, ore 13:30 UTC-7 | Finlandia | 1 – 8 (0-2; 1-3; 0-3) referto | Canada | Rexall Place (15.296 spett.) |

| Edmonton 26 dicembre 2011, ore 18:00 UTC-7 | Danimarca | 3 – 11 (2-3; 0-6; 1-2) referto | Stati Uniti | Rexall Place (13.604 spett.) |

| Edmonton 27 dicembre 2011, ore 18:00 UTC-7 | Rep. Ceca | 7 – 0 (1-0; 2-0; 4-0) referto | Danimarca | Rexall Place (12.967 spett.) |

| Edmonton 28 dicembre 2011, ore 13:30 UTC-7 | Stati Uniti | 1 – 4 (0-0; 0-1; 1-3) referto | Finlandia | Rexall Place (14.000 spett.) |

| Edmonton 28 dicembre 2011, ore 18:00 UTC-7 | Canada | 5 – 0 (1-0; 2-0; 2-0) referto | Rep. Ceca | Rexall Place (16.417 spett.) |

| Edmonton 29 dicembre 2011, ore 18:00 UTC-7 | Danimarca | 2 – 10 (0-4; 0-3; 2-3) referto | Canada | Rexall Place (16.275 spett.) |

| Edmonton 30 dicembre 2011, ore 13:30 UTC-7 | Stati Uniti | 2 – 5 (1-1; 1-1; 0-3) referto | Rep. Ceca | Rexall Place (14.733 spett.) |

| Edmonton 30 dicembre 2011, ore 18:00 UTC-7 | Finlandia | 10 – 1 (3-0; 2-1; 5-0) referto | Danimarca | Rexall Place (13.144 spett.) |

| Edmonton 31 dicembre 2011, ore 14:00 UTC-7 | Rep. Ceca | 0 – 4 (0-2; 0-1; 0-1) referto | Finlandia | Rexall Place (14.429 spett.) |

| Edmonton 31 dicembre 2011, ore 18:00 UTC-7 | Canada | 3 – 2 (3-0; 0-0; 0-2) referto | Stati Uniti | Rexall Place (16.647 spett.) |

| Pos. |             | PG | V | VOT | POT | P | GF | GS | DR  | Pt | Accede a             |
| 1.   | Canada      | 4  | 4 | 0   | 0   | 0 | 26 | 5  | +20 | 12 | Semifinali           |
| 2.   | Finlandia   | 4  | 3 | 0   | 0   | 1 | 19 | 10 | +9  | 9  | Quarti di finale     |
| 3.   | Rep. Ceca   | 4  | 2 | 0   | 0   | 2 | 12 | 11 | +1  | 6  | Quarti di finale     |
| 4.   | Stati Uniti | 4  | 1 | 0   | 0   | 2 | 16 | 15 | +1  | 3  | Girone Retrocessione |
| 5.   | Danimarca   | 4  | 0 | 0   | 0   | 4 | 6  | 38 | -32 | 0  | Girone Retrocessione |

### Girone per non retrocedere
Le ultime due classificate di ogni raggruppamento si sfidano in un girone all'italiana di sola andata. Le prime tre classificate guadagnano la permanenza nel Gruppo A, mentre l'ultima viene retrocessa in Prima Divisione. Le sfide tra squadre provenienti dallo stesso girone si disputano, ma tutte le squadre ereditano i punti e la differenza reti delle partite precedentemente giocate. Pertanto Svizzera e Stati Uniti partono da 3 punti in virtù delle vittorie rispettivamente contro Lettonia e Danimarca.
| Calgary 2 gennaio 2012, ore 11:00 UTC-7 | Svizzera | 4 – 3 (d.t.s.) (2-2; 2-2; 0-0) referto | Danimarca | Scotiabank Saddledome (9.328 spett.) |

| Calgary 3 gennaio 2012, ore 11:00 UTC-7 | Stati Uniti | 12 – 2 (4-0; 7-1; 1-1) referto | Lettonia | Scotiabank Saddledome (9.146 spett.) |

| Calgary 4 gennaio 2012, ore 11:00 UTC-7 | Lettonia | 2 – 1 (d.t.s.) (0-1; 1-0; 0-0) referto | Danimarca | Scotiabank Saddledome (6.983 spett.) |

| Calgary 4 gennaio 2012, ore 15:00 UTC-7 | Svizzera | 1 – 2 (1-2; 0-0; 0-0) referto | Stati Uniti | Scotiabank Saddledome (10.624 spett.) |

| Pos. |             | PG | V | VOT | POT | P | GF | GS | DR  | Pt |
| 1.   | Stati Uniti | 3  | 3 | 0   | 0   | 0 | 25 | 6  | +19 | 9  |
| 2.   | Svizzera    | 3  | 1 | 1   | 0   | 1 | 10 | 8  | +2  | 5  |
| 3.   | Lettonia    | 3  | 0 | 1   | 0   | 2 | 7  | 18 | -11 | 2  |
| 4.   | Danimarca   | 3  | 0 | 0   | 2   | 1 | 7  | 17 | -10 | 2  |

### Fase ad eliminazione diretta
|  | Quarti di finale | Quarti di finale | Quarti di finale |  |  | Semifinali | Semifinali | Semifinali |  |  | Finali          | Finali          | Finali          |
|  |                  |                  |                  |  |  |            |            |            |  |  |                 |                 |                 |
|  |                  |                  |                  |  |  | B1         | Canada     | 5          |  |  |                 |                 |                 |
|  | A2               | Russia           | 2                |  |  | A2         | Russia     | 6          |  |  |                 |                 |                 |
|  | B3               | Rep. Ceca        | 1                |  |  |            |            |            |  |  | A2              | Russia          | 0               |
|  |                  |                  |                  |  |  |            |            |            |  |  | A1              | Svezia          | 1               |
|  |                  |                  |                  |  |  | A1         | Svezia     | 3          |  |  |                 |                 |                 |
|  | B2               | Finlandia        | 8                |  |  | B2         | Finlandia  | 2          |  |  | Finale 3° posto | Finale 3° posto | Finale 3° posto |
|  | A3               | Slovacchia       | 5                |  |  |            |            |            |  |  | B1              | Canada          | 4               |
|  |                  |                  |                  |  |  |            |            |            |  |  | B2              | Finlandia       | 0               |

#### Quarti di finale
| Calgary 2 gennaio 2012, ore 15:00 UTC-7 | Finlandia | 8 – 5 (2-2; 4-1; 2-2) referto | Slovacchia | Scotiabank Saddledome (14.558 spett.) |

| Calgary 3 gennaio 2012, ore 19:00 UTC-7 | Russia | 2 – 1 (d.t.s.) (0-0; 1-1; 0-0) referto | Rep. Ceca | Scotiabank Saddledome (16.581 spett.) |

#### Semifinali
| Calgary 3 gennaio 2012, ore 15:00 UTC-7 | Svezia         | 2 – 2 (d.t.s.) (0-1; 0-1; 2-0; 0-0) referto | Finlandia | Scotiabank Saddledome (15.690 spett.) |
| Shootout 1 – 0                          |                |                                             |           |                                       |
|                                         |                |                                             |           |                                       |
|                                         | Shootout 1 – 0 |                                             |           |                                       |

| Calgary 3 gennaio 2012, ore 18:30 UTC-7 | Canada | 5 – 6 (0-2; 1-3; 4-1) referto | Russia | Scotiabank Saddledome (19.289 spett.) |

#### Finale per il 5º posto
| Calgary 4 gennaio 2012, ore 19:00 UTC-7 | Rep. Ceca | 5 – 2 (3-0; 1-1; 1-1) referto | Slovacchia | Scotiabank Saddledome (12.923 spett.) |

#### Finale per il 3º posto
| Calgary 5 gennaio 2012, ore 13:30 UTC-7 | Canada | 4 – 0 (1-0; 2-0; 1-0) referto | Finlandia | Scotiabank Saddledome (18.595 spett.) |

#### Finale
| Calgary 6 gennaio 2012, ore 18:00 UTC-7 | Svezia | 1 – 0 (d.t.s.) (0-0; 0-0; 0-0) referto | Russia | Scotiabank Saddledome (18.722 spett.) |

### Classifica marcatori
| Giocatore          | PG | G | A | Pt | +/- | MP |
| ------------------ | -- | - | - | -- | --- | -- |
| Evgenij Kuznecov   | 7  | 6 | 7 | 13 | +6  | 4  |
| Max Friberg        | 6  | 9 | 2 | 11 | +4  | 22 |
| Mikael Granlund    | 7  | 2 | 9 | 11 | +4  | 0  |
| Mark Stone         | 6  | 7 | 3 | 10 | +10 | 2  |
| Teemu Pulkkinen    | 7  | 6 | 4 | 10 | +4  | 2  |
| Ryan Strome        | 6  | 3 | 6 | 9  | +9  | 8  |
| Austin Watson      | 6  | 3 | 6 | 9  | +6  | 0  |
| Nikita Gusev       | 7  | 3 | 6 | 9  | +5  | 0  |
| Jonathan Huberdeau | 6  | 1 | 8 | 9  | +8  | 16 |
| Nail' Jakupov      | 7  | 0 | 9 | 9  | +4  | 6  |

### Classifica portieri
| Giocatore          | Min    | TC  | GS | SO | MGS  | Sv%   |
| ------------------ | ------ | --- | -- | -- | ---- | ----- |
| Andrej Vasilevskij | 298:31 | 213 | 10 | 2  | 2.01 | 95.31 |
| Mark Visentin      | 210:08 | 89  | 5  | 1  | 1.43 | 94.38 |
| Sami Aittokallio   | 310:00 | 206 | 13 | 1  | 2.52 | 93.69 |
| Petr Mrázek        | 361:30 | 208 | 15 | 1  | 2.49 | 92.79 |
| Scott Wedgewood    | 148:48 | 71  | 6  | 1  | 2.42 | 91.55 |

### Classifica finale
| Pos | Squadra     |
| --- | ----------- |
| 1   | Svezia      |
| 2   | Russia      |
| 3   | Canada      |
| 4   | Finlandia   |
| 5   | Rep. Ceca   |
| 6   | Slovacchia  |
| 7   | Stati Uniti |
| 8   | Svizzera    |
| 9   | Lettonia    |
| 10  | Danimarca   |

| Promossa nel Gruppo A:         | Germania  |
| Retrocessa in Prima Divisione: | Danimarca |

#### Riconoscimenti
Riconoscimenti individuali
| Premio                  | Giocatore        |
| ----------------------- | ---------------- |
| Miglior giocatore (MVP) | Evgenij Kuznecov |
| Miglior portiere        | Petr Mrázek      |
| Miglior difensore       | Brandon Gormley  |
| Miglior attaccante      | Evgenij Kuznecov |

All-Star Team

| Attacco:  | Evgenij Kuznecov – Max Friberg – Mikael Granlund |
| Difesa:   | Brandon Gormley – Oscar Klefbom                  |
| Portiere: | Petr Mrázek                                      |

## Prima Divisione
Il Campionato di Prima Divisione si è svolto in due gironi all'italiana. Il Gruppo A ha giocato a Garmisch-Partenkirchen, in Germania, fra l'11 e il 17 dicembre 2011. Il Gruppo B ha giocato a Tychy, in Polonia, fra il 12 e il 18 dicembre 2011:

### Gruppo A
| Pos. |             | PG | V | VOT | POT | P | GF | GS | DR  | Pt |
| 1.   | Germania    | 5  | 5 | 0   | 0   | 0 | 34 | 9  | +25 | 15 |
| 2.   | Bielorussia | 5  | 3 | 0   | 1   | 1 | 21 | 10 | +11 | 10 |
| 3.   | Norvegia    | 5  | 3 | 0   | 0   | 2 | 19 | 13 | +6  | 9  |
| 4.   | Slovenia    | 5  | 1 | 2   | 0   | 2 | 16 | 12 | +4  | 7  |
| 5.   | Austria     | 5  | 1 | 0   | 1   | 3 | 11 | 26 | -15 | 4  |
| 6.   | Regno Unito | 5  | 0 | 0   | 0   | 5 | 6  | 37 | -31 | 0  |

| Promossa nel Gruppo A: Germania | Retrocessa in Prima Divisione B: Regno Unito |

### Gruppo B
| Pos. |            | PG | V | VOT | POT | P | GF | GS | DR  | Pt |
| 1.   | Francia    | 5  | 4 | 0   | 0   | 1 | 19 | 6  | +13 | 12 |
| 2.   | Kazakistan | 5  | 3 | 0   | 1   | 1 | 9  | 7  | +2  | 10 |
| 3.   | Italia     | 5  | 2 | 1   | 0   | 2 | 14 | 9  | +5  | 8  |
| 4.   | Polonia    | 5  | 2 | 0   | 1   | 2 | 16 | 12 | +4  | 7  |
| 5.   | Croazia    | 5  | 2 | 0   | 0   | 3 | 12 | 25 | -13 | 6  |
| 6.   | Giappone   | 5  | 0 | 1   | 0   | 4 | 9  | 20 | -11 | 2  |

| Promossa in Prima Divisione A: Francia | Retrocessa in Seconda Divisione A: Giappone |

## Seconda Divisione
Il Campionato di Seconda Divisione si è svolto in due gironi all'italiana. Il Gruppo A ha giocato a Donec'k, in Ucraina, fra il 12 e il 18 dicembre 2011. Il Gruppo B ha giocato a Tallinn, in Estonia, fra il 10 e il 16 dicembre 2011:

### Gruppo A
| Pos. |               | PG | V | VOT | POT | P | GF | GS | DR  | Pt |
| 1.   | Ucraina       | 5  | 3 | 2   | 0   | 0 | 24 | 10 | +14 | 13 |
| 2.   | Lituania      | 5  | 3 | 0   | 2   | 0 | 19 | 11 | +8  | 11 |
| 3.   | Ungheria      | 5  | 2 | 1   | 0   | 2 | 24 | 15 | +9  | 8  |
| 4.   | Spagna        | 5  | 2 | 0   | 0   | 3 | 14 | 22 | -8  | 6  |
| 5.   | Paesi Bassi   | 5  | 1 | 1   | 0   | 3 | 9  | 23 | -14 | 5  |
| 6.   | Corea del Sud | 5  | 0 | 0   | 2   | 3 | 9  | 18 | -9  | 2  |

| Promossa in Prima Divisione B: Ucraina | Retrocessa in Seconda Divisione B: Corea del Sud |

### Gruppo B
| Pos. |           | PG | V | VOT | POT | P | GF | GS | DR  | Pt |
| 1.   | Romania   | 5  | 5 | 0   | 0   | 0 | 44 | 9  | +35 | 15 |
| 2.   | Estonia   | 5  | 4 | 0   | 0   | 1 | 51 | 14 | +37 | 12 |
| 3.   | Serbia    | 5  | 3 | 0   | 0   | 2 | 18 | 26 | -8  | 9  |
| 4.   | Belgio    | 5  | 1 | 1   | 0   | 3 | 17 | 23 | -6  | 5  |
| 5.   | Australia | 5  | 1 | 0   | 0   | 4 | 12 | 36 | -24 | 3  |
| 6.   | Messico   | 5  | 0 | 0   | 1   | 4 | 5  | 39 | -34 | 1  |

| Promossa in Seconda Divisione A: Romania | Retrocessa in Terza Divisione: Messico |

## Terza Divisione
Il Campionato di Terza Divisione si è svolto in un unico girone all'italiana a Dunedin, in Nuova Zelanda, fra il 16 e il 22 gennaio 2012.
| Pos. |               | PG | V | VOT | POT | P | GF | GS | DR  | Pt |
| 1.   | Islanda       | 4  | 4 | 0   | 0   | 0 | 30 | 2  | +28 | 12 |
| 2.   | Cina          | 4  | 3 | 0   | 0   | 1 | 26 | 10 | +16 | 9  |
| 3.   | Nuova Zelanda | 4  | 2 | 0   | 0   | 2 | 19 | 14 | +5  | 6  |
| 4.   | Bulgaria      | 4  | 1 | 0   | 0   | 3 | 7  | 19 | -12 | 3  |
| 5.   | Turchia       | 4  | 0 | 0   | 0   | 4 | 1  | 38 | -37 | 0  |

| Promossa in Seconda Divisione B: Islanda | Retrocessa dalla Seconda Divisione B: Messico |